# Krempachy
Krempachy (slowakisch Krempachy, ungarisch Bélakorompa, bis 1899 Dunajecz-Krempach; deutsch Krempach ursprünglich Krummbach) ist eine Ortschaft mit einem Schulzenamt der Landgemeinde Nowy Targ im Powiat Nowotarski der Woiwodschaft Kleinpolen in Polen.
In Krempachy gibt es eine bedeutende slowakische Minderheit, etwa 400 Personen gehören zum Bund der Slowaken in Polen.

## Geographie
Der Ort liegt am Bach Dursztyński Potok unterhalb der Pieninen.

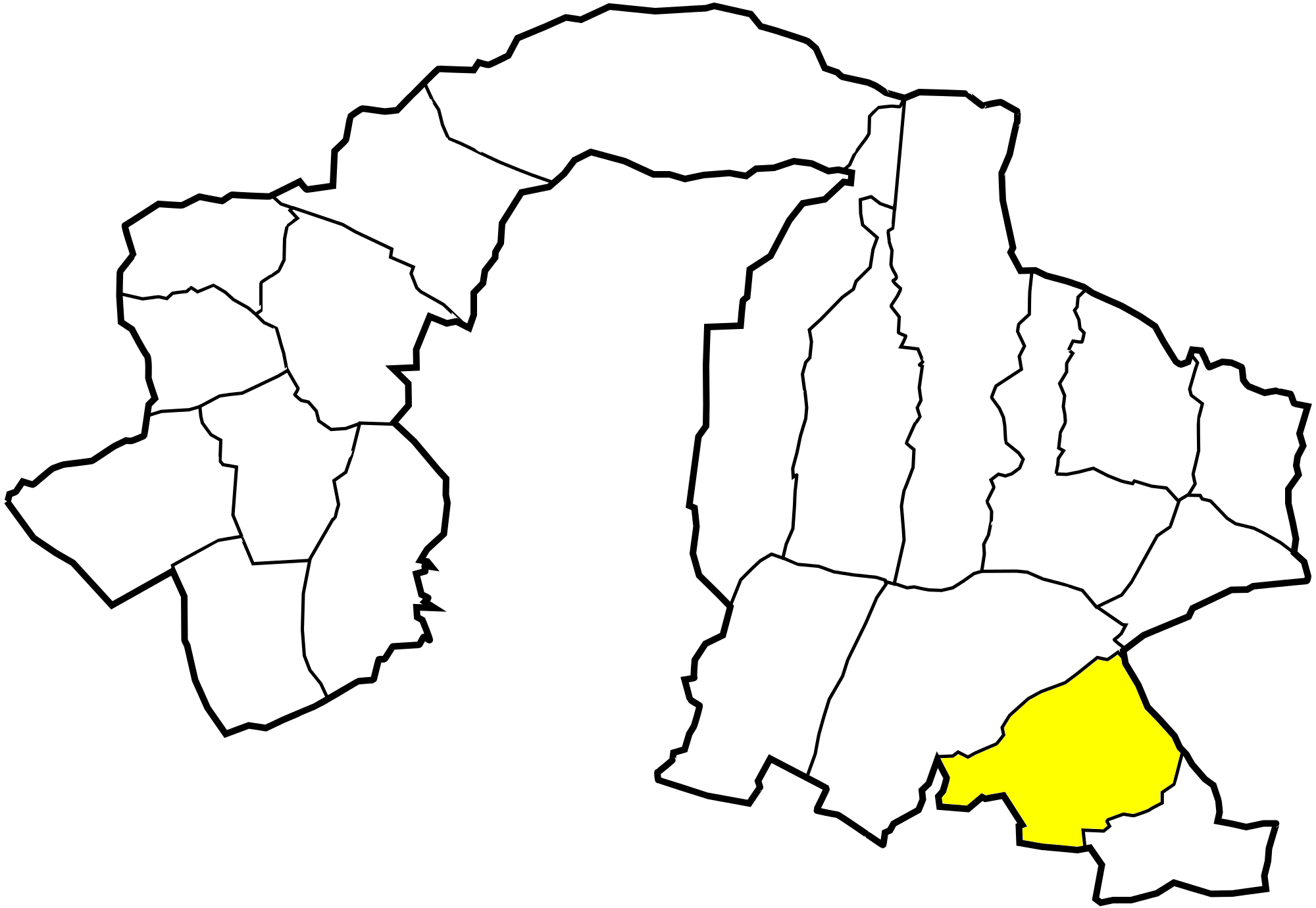
Lage des Dorfs in der Gemeinde
Karte der Polnischen Zips

## Geschichte
Krempachy ist eines der 14 Dörfer in der Polnischen Zips.
Der Ort wurde wahrscheinlich im 14. Jahrhundert von der Familie Berzeviczy gegründet. Erstmals urkundlich erwähnt wurde er im Jahre 1439. Der Name ist deutschstämmig (Krummbach). Er gehörte den Gütern von Niedzica an. Unter der Familie Stansith wurde es ein Zentrum der Reformation und die Kirche in Krempach wurde bis 1660 evangelisch.
Im 19. Jahrhundert wurde Slowakisch die Sprache der Kirche und der Schule, aber die lokalen Goralen sprachen Goralisch, einen polnischstämmigen Dialekt, der in den ungarischen Volkszählungen im Gegensatz zu den goralischen Dörfern der Arwa immer als Slowakisch betrachtet wurde. Später wurde eine Politik der Magyarisierung betrieben.
1918, nach dem Ende des Ersten Weltkriegs und dem Zusammenbruch der k.u.k. Monarchie, wurde das Dorf Teil der neu entstandenen Tschechoslowakei. In Folge der tschechoslowakisch-polnischen Grenzkonflikte im Zips-Gebiet wurde der Ort 1920 der Zweiten Polnischen Republik zugesprochen. Zwischen den Jahren 1920 und 1925 gehörte er zum Powiat Spisko–Orawski, ab 1. Juli 1925 zum Powiat Nowotarski. Im Jahre 1921 hatte die Gemeinde 115 Häuser mit 697 Einwohnern, davon 695 Polen, 2 anderer Nationalität, 691 römisch-katholische, 6 israelitische.
Von 1939 bis 1945 wurde das Dorf ein Teil des Slowakischen Staates.
Von 1975 bis 1998 gehörte Krempachy zur Woiwodschaft Nowy Sącz.

## Sehenswürdigkeiten
- Römisch-katholische Kirche, gebaut im 16. Jahrhundert
- Friedhofskirche, gebaut 1761

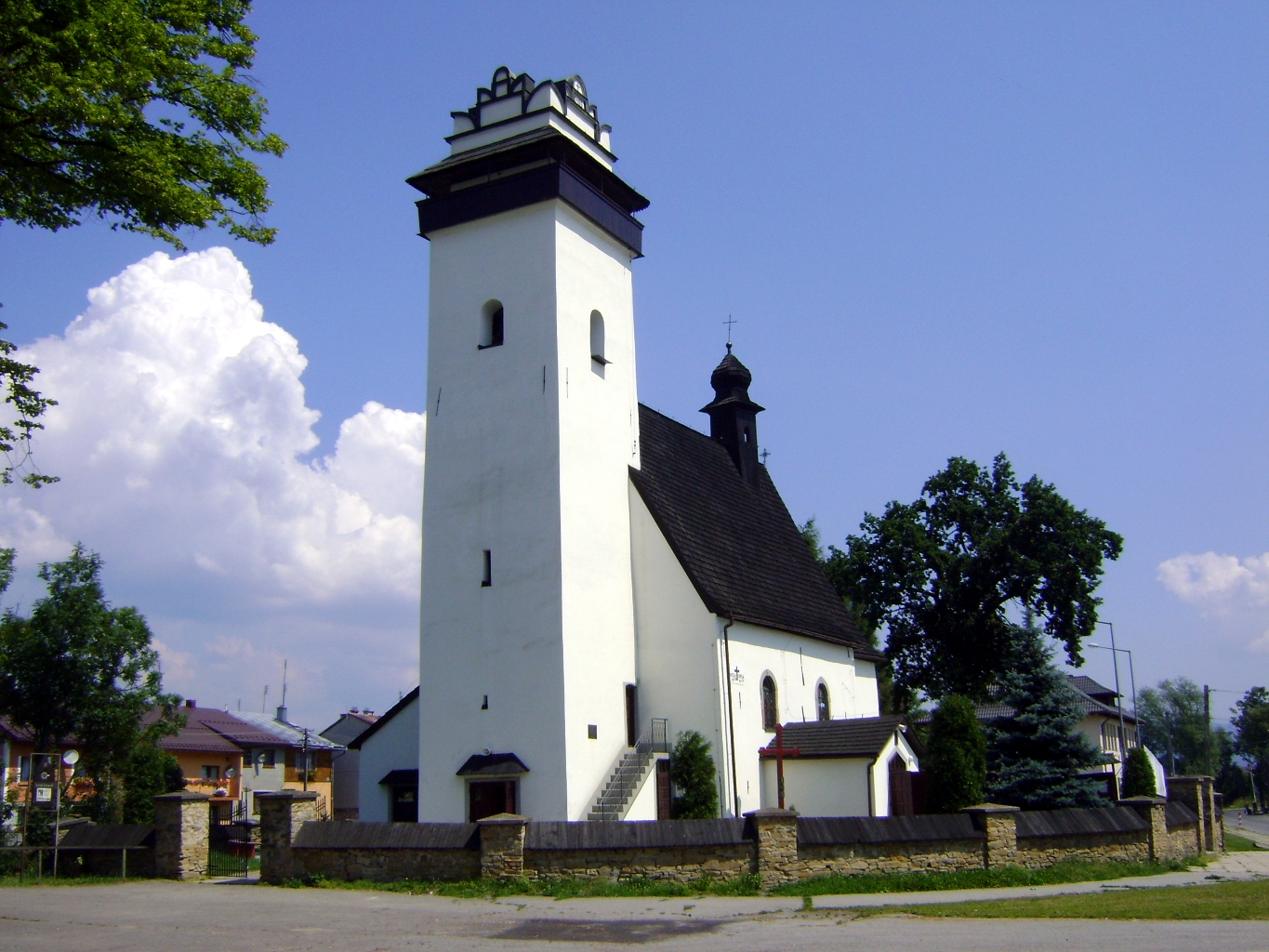
Kirche
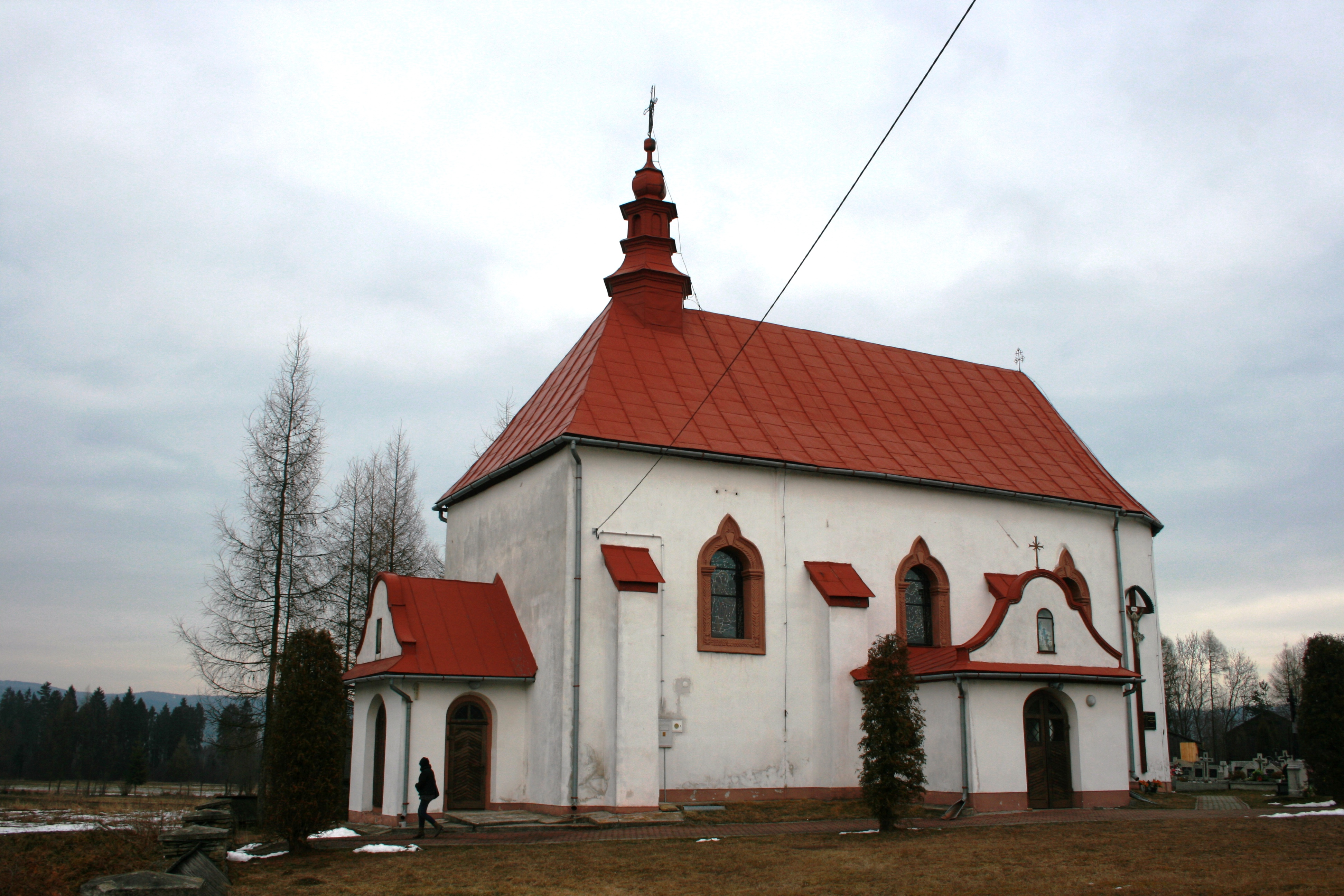
Friedhofskirche